# روته هيلفه

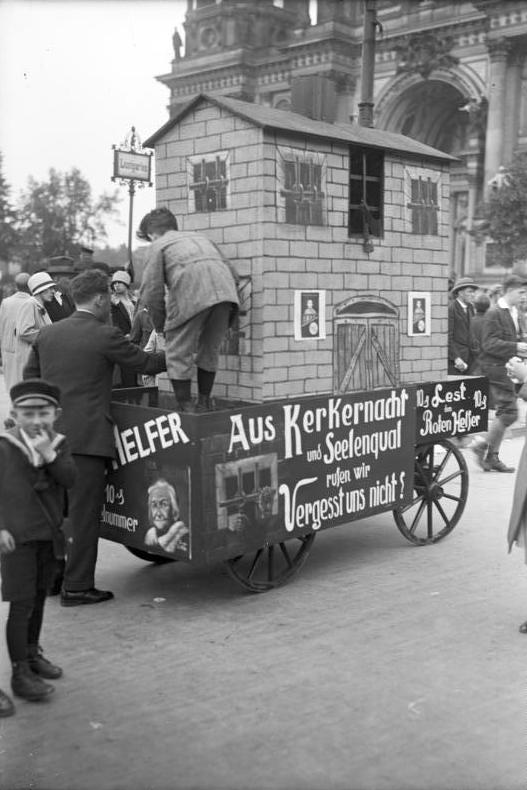
تجمع تحالف مقاتلي الجبهة الحمراء، مايو 1928

كانت روته هيلفه (بالألمانية: Rote Hilfe) منظمة تابعةً للحزب الشيوعي الألماني بين عامي 1924 و1936.

## الأصل
تم تنظيم روت هيلفي لأول مرة كنتيجة للقمع السياسي في أبريل 1921  أعقاب الإضرابات الدموية والتمردات الشيوعية في وسط ألمانيا في مارس من ذلك العام. تم تشكيله بعد قرار الحزب الشيوعي الألماني (KPD). في نوفمبر 1921، تم إنشاء «لجنة برلين» كلجنة مركزية.
في مارس 193، شاركت روت هيلفي في تأسيس قسم ألماني من «الاتحاد القانوني الدولي»، والذي تناول الحقوق الجزائية والشعبية والدستورية والعمالية.
في عام 1933، تم حظر روت هيلفي بعد إصدار مرسوم حريق الرايخستاغ. هانز ليتن،  فيليكس هالي وألفريد أبفيل ومحامون آخرون قُبض عليهم في ليلة حريق الرايخستاغ. حاولت المنظمة مواصلة عملها حتى عام 1934، من إخراج القيادة المنفية في باريس. بحلول 1935-1936، تم حلها بواسطة الغيستابو. واصل بعض الأعضاء العمل في الخفاء  لمساعدة الأفراد المهددين على الذهاب إلى المنفى عبر محمية سار، ثم المنطقة التي لا تزال تتمتع بالحكم الذاتي. تولى فيلهلم بيتل قيادة المنظمة من المنفى في باريس في 1933-1934.